# NGC 3543
NGC 3543 est une galaxie spirale située dans la constellation de la Grande Ourse. NGC 3543 a été découverte par l'astronome germano-britannique William Herschel en 1793.

## Caractéristiques
Sa vitesse par rapport au fond diffus cosmologique est de 1 810 ± 10 km/s, ce qui correspond à une distance de Hubble de 26,7 ± 1,9 Mpc (∼87,1 millions d'al).